# Rhinophylla pumilio
Rhinophylla pumilio — вид родини листконосові (Phyllostomidae), ссавець ряду лиликоподібні (Vespertilioniformes, seu Chiroptera).

## Поширення
Країни проживання: Болівія, Бразилія, Колумбія, Еквадор, Французька Гвіана, Гаяна, Перу, Суринам, Венесуела.  Висотний діапазон до 1400 м над рівнем моря. Значною мірою пов'язаний з вологими районами і тропічними вічнозеленими лісами, живе поблизу річок, гаїв і фруктових садів; рідко в листяних лісах.

## Поведінка
У першу чергу плодоїдний; також їсть комах. Сідала знайдені в наметах з пальмового листя і ароїдних. 